# Nemocnice Milosrdných bratří (Brno)
Nemocnice Milosrdných bratří je zdravotnické zařízení v Brně. Sídlí ve Štýřicích v ulici Polní a disponuje 466 lůžky, její součástí je rovněž porodnice. Existence nemocnice je úzce spjata se sousedním brněnským klášterem milosrdných bratří.

## Historie
Brněnská Nemocnice Milosrdných bratří je nejstarším zdravotnickým zařízením na Moravě a druhou nejstarší nemocnicí v Česku.
Milosrdní bratři přišli do Brna v roce 1748 poté, co Jan Leopold z Ditrichštejna v předcházejícím roce založil nadaci 4000 zlatých ke zřízení špitálu. Příslušníci hospitálského řádu nejprve postavili konventní křídlo kláštera podél dnešní ulice Polní, poté, mezi lety 1753–1759, realizovali protilehlé nemocniční křídlo (podél Svratky), vše podle projektu Františka Antonína Grimma. Kapacita byla tehdy 70 lůžek. Nemocniční trakt byl částečně dvoupatrový (u ulice Vídeňské), částečně jednopatrový – celé druhé patro bylo dokončeno roku 1804. O rok později, v prosinci 1805, byli v nemocnici hospitalizováni ranění vojáci z bitvy u Slavkova, roku 1866 zase rakouští i pruští vojáci. Mezi lety 1865 a 1875 bylo zařízení součástí Zemské nemocnice.
Rozšíření se Nemocnice Milosrdných bratří dočkala v letech 1896–1898, kdy byla za konventem, podél ulice Polní, postavena budova zaopatřovacího ústavu. Za první světové války se v nemocnici nacházel vojenský lazaret, jenž zde fungoval do roku 1920. V letech 1933–1935 vznikla opět v ulici Polní, v návaznosti na zaopatřovací ústav, hlavní funkcionalistická budova nemocnice (stavitelé Pisingr a Zeman). Mezi lety 1984 a 1986 byla v bývalé zahradě postavena léčebna dlouhodobě nemocných a také objekty kuchyně, výměníkové stanice a rehabilitace. Od roku 2000 spravovala nemocnice léčebnu dlouhodobě nemocných na nedalekém Červeném kopci. Zásadního rozšíření se nemocnice dočkala v letech 2002–2005, kdy byl podle návrhu Architektonické kanceláře Burian – Křivinka přistavěn k zadní části starého traktu (bývalý zaopatřovací ústav) a funkcionalistické hlavní budovy nový pavilon akutní medicíny.
Milosrdní bratři nemocnici spravovali až do období po druhé světové válce, kdy byla v roce 1948 zestátněna a stala se součástí Městského ústavu národního zdraví. Osamostatnila se roku 1993, od té doby funguje jako příspěvková organizace města Brna. Městu patřila léčebna na Červeném kopci a pavilon akutní medicíny, ostatní stavby jsou v majetku řádu, který je městu za symbolickou částku pronajímá; dlouhodobá smlouva byla podepsaná do roku 2018. Milosrdní bratři plánovali, že poté nemocnici povedou sami. V létě 2017 se obě strany dohodly, že i po roce 2018 bude provozovatelem nemocnice město. Řád se měl místo toho soustředit na péči o dlouhodobě nemocné, pro které chtěl v areálu vybudovat nový pavilon s kapacitou 100–120 osob. V dalších letech se však řád nadále snažil o získání nemocnice, v roce 2023 se s městem předběžně dohodl na plánovaném převodu. Po debatě s nadřízenými ve Vídni však milosrdní bratři od tohoto kroku v roce 2025 upustili s tím, že o nemocnici už usilovat nebudou kvůli jejím finančním problémům.